# Arctosa truncata
Arctosa truncata là một loài nhện trong họ Lycosidae.
Loài này thuộc chi Arctosa. Arctosa truncata được Tso & Jun Chen miêu tả năm 2004.